# Manuel Rivas
Manuel Rivas (24. oktober 1967, La Coruña) je galicijski pisatelj, pesnik, esejist in novinar. 

## Življenjepis
Rojen je v Montealtu, kjer je preživel otroštvo. V Madridu je študiral informacijske vede. Kot novinar je začel delati pri 15 letih, ko je pisal za časopis El Ideal Gallego. Pri 19 letih se je pridružil uredništvu revije Teima, ki je tednik, napisan v galicijščini. Pojavljal se je tudi na televiziji in radiu. Je eden izmed ustanoviteljev mesečnika Luzes. Leta 2009 je bil izvoljen za člana Kraljeve galicijske akademije. Poročen je s profesorico Mario Isabel Lopez Mariño, s katero ima dva otroka. S poezijo se je začel ukvarjati v 1970-ih, v reviji Lola je objavil svoje prve pesmi. Kasneje je objavil več pesniških zbirk in antologij. Leta 1989 je izdal svojo prvo zgodbo Un millon de vacas, za katero je dobil tudi nagrado. Poleg kratih zgodb je napisal tudi veliko romanov in dosegel velik uspeh. Za njegovo delo Mizarjev svinčnik (El lápiz del carpintero) je prejel več nagrad, delo je prevedeno v 36 jezikov, po njem pa je posnet tudi film.

## V slovenščino sta prevedeni deli:
- Mizarjev svinčnik (prevod: Marjeta Drobnič, 2006, COBISS.SI-ID - 228908544)
- Jezik metuljev (prevod: Majeta Drobnič, 2006, COBISS.SI-ID - 228908032)

Mizarjev svinčnik je kratek roman, ki se začne s pričevanjem uslužbenca v nekem baru. Za ušesom ima mizarski svinčnik, ki ga spremlja že odkar delal kot paznik v zaporu. Zgodba je zgrajena analitično. Skozi mizarski svinčnik pa nam avtor poda zgodbo enega od zapornikov, slikarja, ki ga je moral paznik ubiti. Opisane so vse prigode, tegobe, ki so se takrat dogajale, na začetku španske državljanske vojne. Skozi delo spremljamo glavni lik, doktorja Da Barco, ki je tudi bil eden izmed zapornikov.

## Dela
- Todo ben, 1985
- Un millón de vacas, 1990
- Os comedores de patacas, 1992
- En salvaxe compaña, 1994
- ¿Que me queres, amor?, 1996
- Bala perdida, ALfaguay, 1997
- O lapis do carpinteiro, 1998 (Mizarjev svinčnik, 2006)
- El secreto de la tierra, 1999
- Ela, maldita alma
- A man dos paíños
- Contos de Nadal, 2003
- Nosotros dos, 2003
- Os libros arden mal,2006
- Cuentos de un invierno, 2006
- Todo é silencio,
- O máis estraño. Contos reunidos,
- El último día de Terranova,
- Vivir sen permiso e outras historias de Oeste,
- As voces baixas, 2012 (avtobiografsko delo)